# Jeyrān
Jeyrān (persiska: جيران) är en ort i Iran.   Den ligger i provinsen Kurdistan, i den nordvästra delen av landet, 300 km väster om huvudstaden Teheran. Jeyrān ligger 1 464 meter över havet och antalet invånare är 115.
Terrängen runt Jeyrān är platt åt nordost, men åt sydväst är den kuperad. Jeyrān ligger nere i en dal. Runt Jeyrān är det ganska glesbefolkat, med 23 invånare per kvadratkilometer. Närmaste större samhälle är Choghūr Qeshlāq, 6,1 km söder om Jeyrān. Trakten runt Jeyrān består i huvudsak av gräsmarker.